# 大學山中學
大學山中學（英語：University Hill Secondary School，UHSS），一般被稱為“U-Hill”、“UHSS”、“Uhill”或“卑大附中”，是位於溫哥華大學保留地的公立中學，因其座落於卑詩大學旁而得名。

## 歷史
大學山中學創立於1927年9月，是一所從幼兒園至12年級的學校，校址位於目前的大學山小學。這所K-12學校直到1954年都還在該處，當時中學從小學分離，並創校在阿卡迪亞路。這兩所學校於1927年至1971年由獨特的學校董事會經營，其成員經由特別的UEL選舉產生。1971年，學校加入了溫哥華學校董事會。
2013年，學校搬到了位於UBC的Wesbrook Place的一個新的更大的建築。以前的位置成為新成立的諾瑪玫瑰點小學的校地。
學校位於太平洋精神區域公園旁，是一片森林。大學山的學校代表色是紫色。有兩個標誌，一個是歷史性的，在傳統盾牌上刻有UHS的字樣；另一個是風格化的鷹，象徵著大自然的親和力和對行動的承諾。2003年是大學山中學創校75週年。

## 榮譽
自1995年起，大學山中學成為卑詩省排名第一的公立中學。大學山中學是卑詩省唯一一家從弗雷澤學院獲得10.0分的公立學校。在過去幾年中，它與卑詩省幾家頂尖私立學校在弗雷澤研究所報告卡中並駕齊驅。

## 知名校友
- 高登·坎貝爾（畢業於1966年）
- 托倫斯·庫姆斯（畢業於2002年）
- 藍可兒(Elisa Lam)（畢業於2009年）

## 外部連結
- U-Hill臉書專頁